# Haus Circus 11 (Putbus)

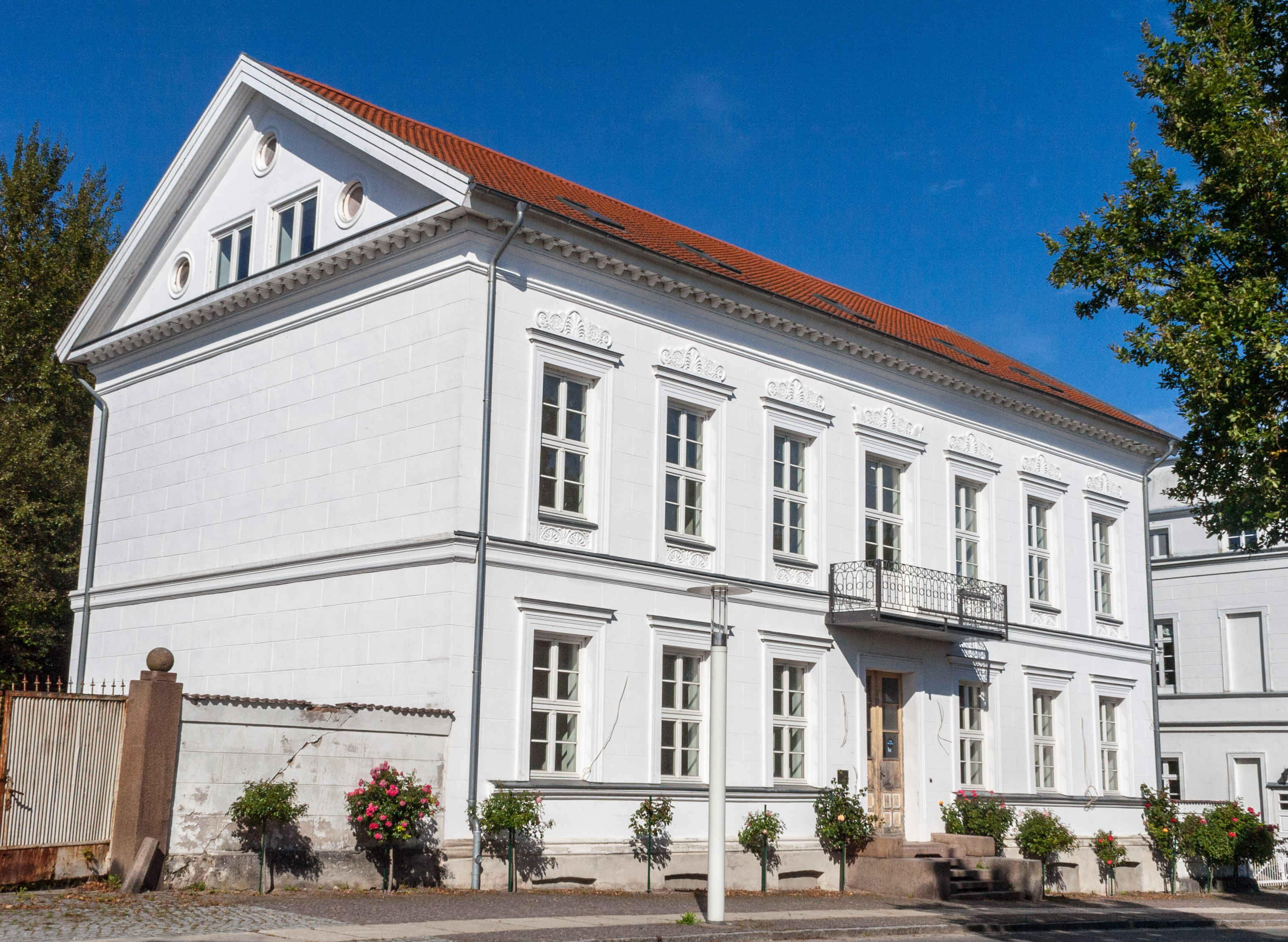

Das Haus Circus 11 in Putbus (Rügen, Mecklenburg-Vorpommern) stammt von um 1840. Es ist heute ein Wohnhaus mit auch anderen Nutzungen.
Das Gebäude steht unter Denkmalschutz.

## Geschichte

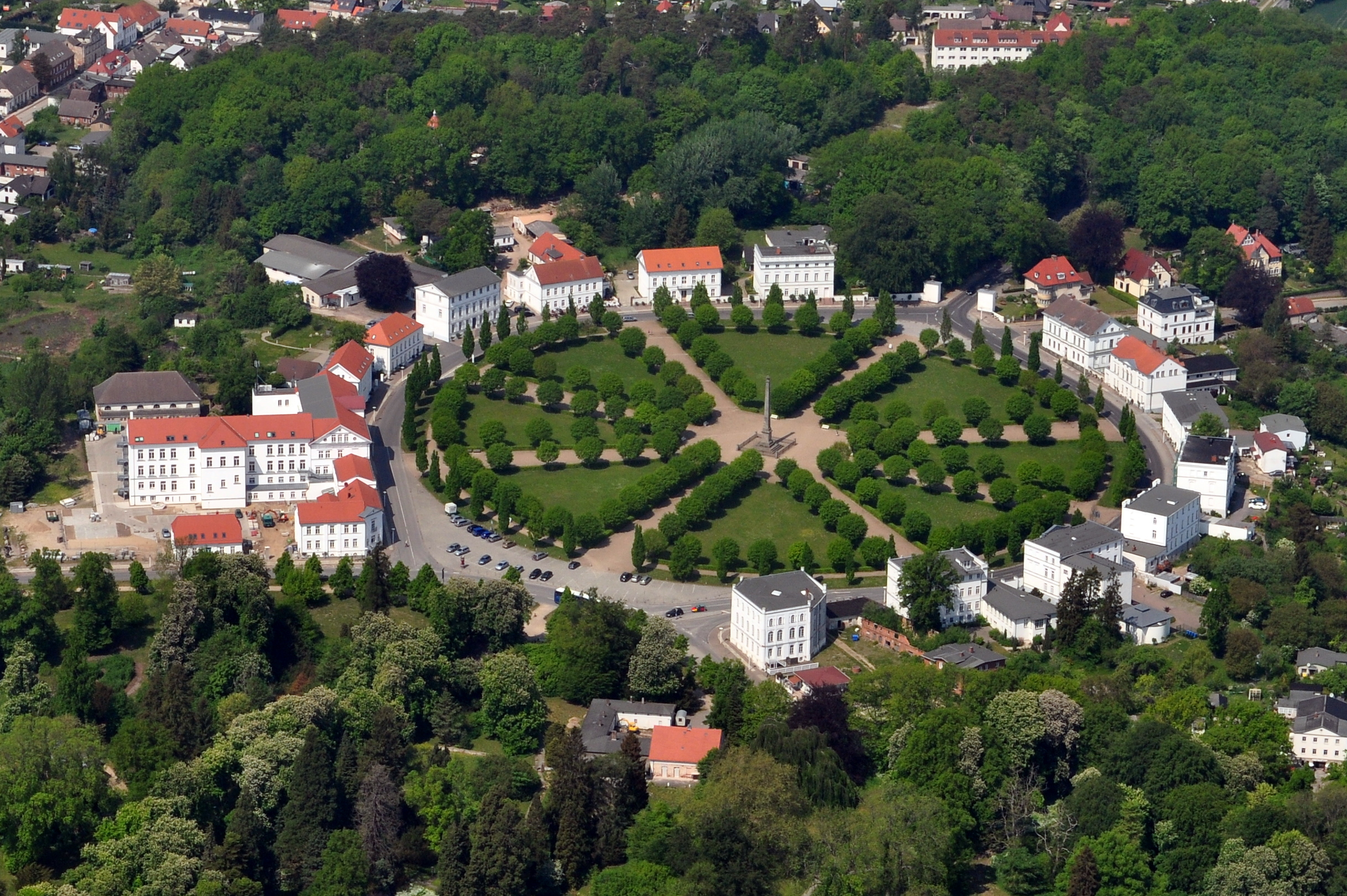
Der Cirkus: Nr. 11: oben links

Putbus mit 4435 Einwohnern (2019) wurde 1286 erstmals erwähnt. Als Residenzstadt auf Rügen wurde sie 1810 von Wilhelm Malte I. Fürst zu Putbus gegründet.
Das zweigeschossige siebenachsige verputzte klassizistische Haus mit dem verzierten Kraggesims, dem mittigen Portal, der reichhaltigen Dekoration über den Obergeschossfenstern und einem Balkon (sonst nicht üblich) wurde um 1840 im Stile der Berliner Bauschule um Karl Friedrich Schinkel erstellt.
Das Wohnhaus wurde im Rahmen der Städtebauförderung in den 1990er Jahren saniert. Das Haus ist auch Standort von kleinen Ausstellungen.